# 51T6
51T6 / A-925 Azow (kod NATO: Gorgon) – radziecki rakietowy pocisk antybalistyczny przeznaczony do zwalczania głowic balistycznych w ostatniej, terminalnej wyższej fazie lotu balistycznego. Posiada również zdolności ASAT. Uzbrojone w jądrowe głowice o mocy 0,5 lub 1 Mt trzydzieści sześć pocisków Gorgon rozmieszczonych jest wokół Moskwy w ramach moskiewskiego systemu antybalistycznego A-135.
Testowany w latach 1979-1982. Przyjęty do służby w 1989 a wycofany w latach 2005-2006